# Наука в России (журнал)
Наука в России (1992—2014) — научно-популярный журнал Российской академии наук о науке в России, который выходил с 1981 по 2014 годы на русском и английском языках.

## История
Издавался с января 1981 года на русском, английском, немецком и испанском языках.
В 1981—1991 годах журнал назывался «Наука в СССР», переводная версия:англ. Science in USSR.
В 1992—2014 годах журнал назывался «Наука в России», переводная версия:англ. Science in Russia.
Выпускался в Москве издательством «Наука».
В 2014 году ФАНО России (2013—2018), регулирующее РАН, приняло решение о закрытии журнала «Наука в России».

## Описание
Журнал «Наука в России» был иллюстрированным научно-публицистическим и информационным журналом. Выходил 6 раз в год.
Публиковал материалы о научных исследованиях и разработках, конверсии военных технологий, экологических проблемах и защите окружающей среды.

## Редколлегия
- Главный редактор: Петров, Рэм Викторович
- Заместитель главного редактора: Гольдман, Владимир Борисович
- Заведующая редакцией: Вальцгефер, Валентина Сергеевна
- Ответственный секретарь: Ренькас, Ярослав Валентинович

Редакционная коллегия: Владимир Большаков, Владимир Васильев, Евгений Велихов, Георгий Георгиев, Михаил Кирпичников, Владимир Котляков, Леопольд Леонтьев, Юрий Осипов, Владимир Фортов, Валентин Янин.
Редакторы: Ольга Базанова, Михайлина Логина, Сергей Попов, Евгения Сидорова, Марина Хализева.